# رباط قلعه (روستا)
 رباط قلعه  به عربی ( رُباط القَلعَة  )، روستایی است در دهستان بنو الَمَنبة از توابع استان استان صَنعاء در کشور یمن در شبه جزیره عربستان.

## جمعیت
جمعیت آن (۲۱۱) نفر (۱۰ خانوار) می‌باشد.